# Temple Shanhua
Le temple Shanhua est un temple bouddhiste situé à Datong, dans la province du Shanxi, en Chine.   
Le temple a été fondé au début du VIIIe siècle de la dynastie Tang, mais son bâtiment le plus ancien date du XIe siècle. Le temple a été lourdement réparé au fil des ans, et aujourd'hui, trois salles d'origine et deux pavillons récemment reconstruits survivent. La plus grande et la plus ancienne salle, datant de la dynastie Liao du XIe siècle, est la salle Mahavira et est l'une des plus grandes du genre en Chine. La porte principale et la salle Sansheng sont également historiquement importantes, toutes deux datant du XIIe siècle sous la dynastie Jin. 

## Histoire
Le temple Shanhua est fondé pendant la période Kaiyuan de la dynastie Tang (713-741), sous le patronage de l'empereur Xuanzong, époque à laquelle il était connu sous le nom de temple Kaiyuan. Après la chute de la dynastie Tang, pendant la période des cinq dynasties (906-960), le temple est rebaptisé du nom de Da Pu'ensi. Pendant cette période chaotique, sur les dix bâtiments du temple, seuls trois ou quatre échappent à la destruction. Après la prise de contrôle par la dynastie Liao en 960, le temple prend sa configuration actuelle. 
Le temple est à nouveau gravement endommagé lorsque la dynastie Jin prend le relais en 1120, et en 1128, des travaux de réparation furent commencés et durèrent quinze ans. En 1421, d'autres réparations furent entreprises, cette fois par un moine nommé Dayong. En 1445, il reçut une présentation impériale de sutras. C'est aussi la première fois que le temple est désigné sous son nom actuel, temple Shanhua. À la fin du XVIe siècle, des tours de tambour et de clochers ont été construits sur la même plate-forme en pierre (yuetai, 月台) supportant la salle Mahavira. D'autres réparations ont été apportées au temple au cours des deux cents années suivantes, mais à la fin du XVIIIe siècle, le temple était de nouveau en mauvais état et l'utilisation de l'une des salles comme écurie pour chameaux avait provoqué l'effondrement d'un mur. Pendant la Seconde Guerre mondiale, le pavillon Puxian a été détruit et a été reconstruit en 1953,. 

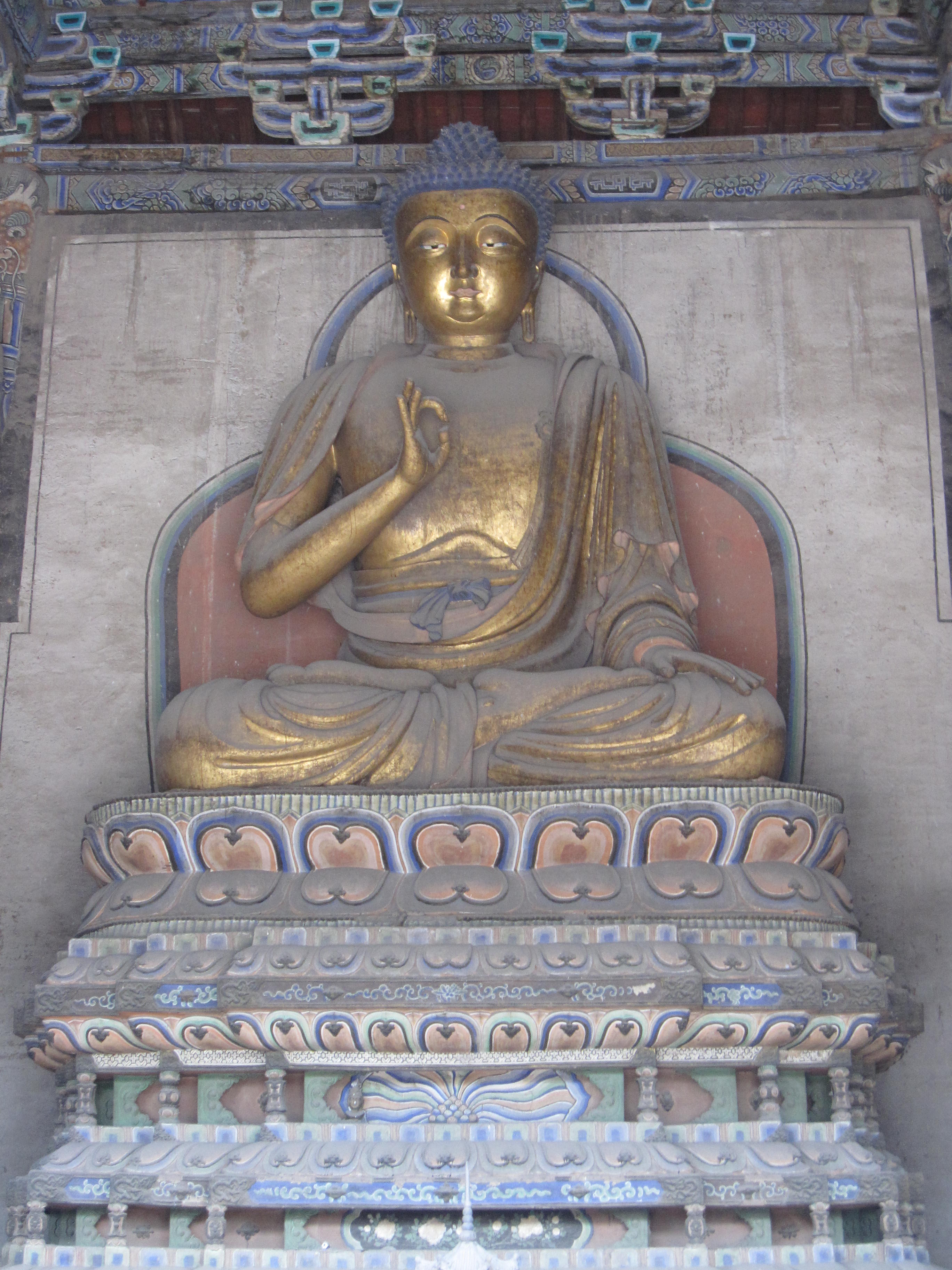
La statue centrale de Sakyamuni (Gautama Buddha) dans la salle Mahavira.

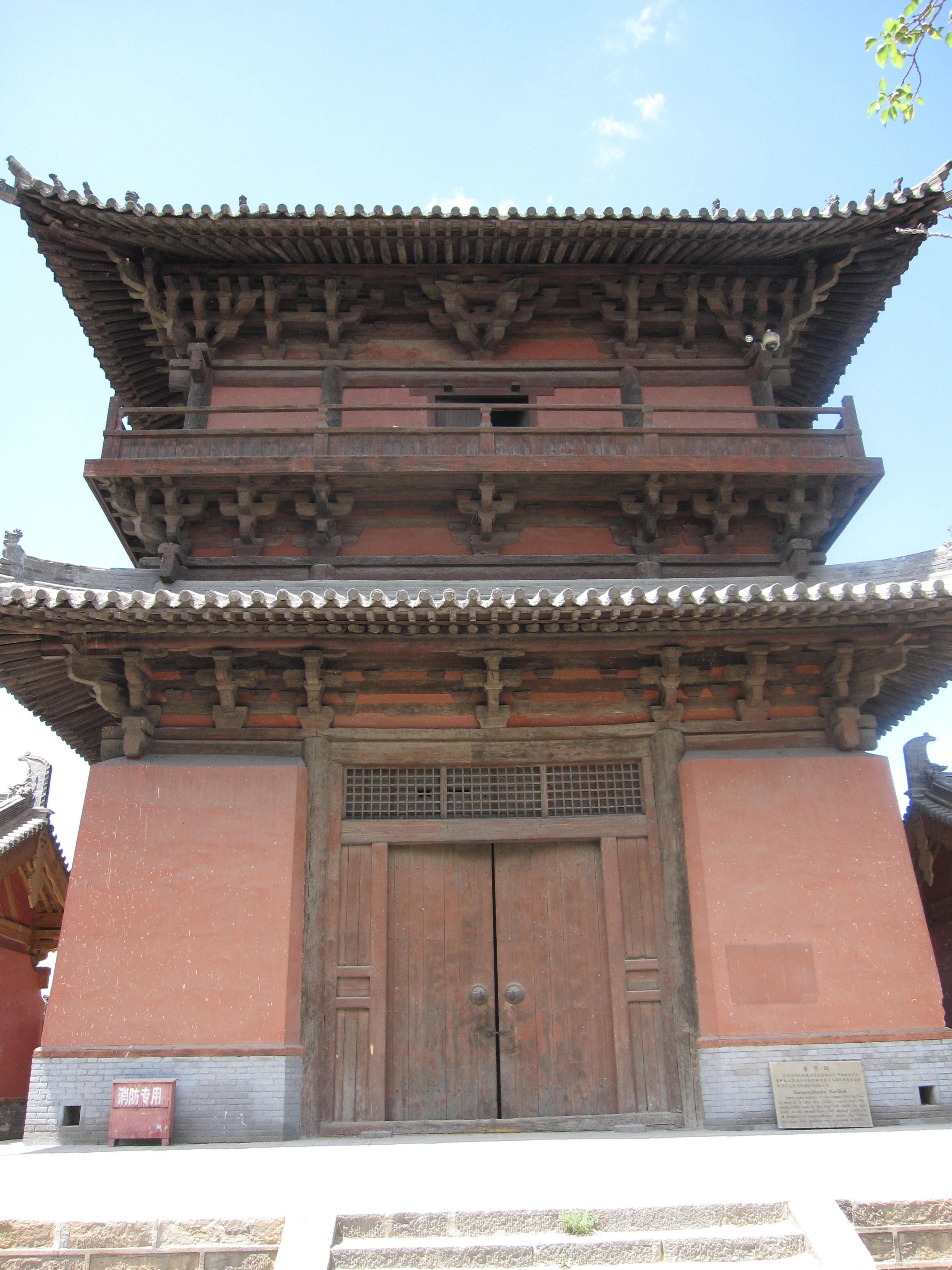
Le pavillon Puxian.